# Rodolfo Celletti
Rodolfo Celletti (Roma, 13 giugno 1917 – 4 ottobre 2004) è stato un musicologo, critico musicale, maestro di canto e scrittore italiano.

## Biografia
Dopo aver servito nell'esercito dal 1937 al 1943, nel dopoguerra si laureò in legge. Alternò per lungo tempo l'attività di dirigente d'azienda a quella di musicologo e critico musicale autodidatta, collaborando a varie riviste e pubblicando saggi, tra cui, fondamentale, quello sulla storia della vocalità, che costituisce il settimo volume della monumentale Storia dell'opera, edita dalla UTET.
Per molti anni fu critico musicale del settimanale «Epoca» e collaboratore di riviste, specialistiche o divulgative, come «Analecta musicologica», «Nuova rivista musicale italiana», «Rivista Italiana di musicologia», «Discoteca», «Musica», «L'Opera», «Opera» (Londra), «Opéra international» (Parigi) e «Amadeus». Dal 1996 è stato Presidente onorario e Collaboratore della rivista Rassegna Musicale Italiana.
Collaborò inoltre ad enciclopedie e dizionari (dalla direzione della "Sezione cantanti" dell'Enciclopedia dello Spettacolo, a The New Grove Dictionary of Opera), e pubblicò diversi libri, tra cui: Le grandi voci (1964), considerato per lungo tempo la più completa fonte biografica e critica sui grandi cantanti d'opera a partire dalla fine dell'800, e Storia del belcanto (1983), tradotto in inglese, francese, tedesco e ceco.
Un cenno particolare meritano poi le due edizioni (1976 e 1988) de Il teatro d'opera in disco, primo testo del suo genere, che per lungo tempo ha costituito un riferimento imprescindibile, oltre che per gli addetti ai lavori, per tutti gli appassionati melomani e discofili. In esso Celletti espresse, soprattutto su mostri sacri della vocalità, giudizi talvolta radicali e "fuori dal coro",  ma costantemente circostanziati ed analiticamente motivati.
Dal 1980 al 1993 fu Direttore Artistico a Martina Franca del Festival della Valle d'Itria, specializzato nella rappresentazione di opere rare e nella revisione critica di opere di repertorio. Nell'ambito del Festival Celletti svolse anche l'attività di maestro di canto, valorizzando giovani esecutori che hanno poi contribuito al rilancio del Belcanto. Tra essi Lella Cuberli, Mariana Nicolesco, Daniela Dessì, Maria Dragoni, Martine Dupuy, William Matteuzzi, Paolo Coni, Giuseppe Morino, Dano Raffanti e Ramón Vargas. Per quanto riguarda le sue attività didattiche esterne al Festival, ha più volte manifestato un caldo apprezzamento per le sue doti di maestro del belcanto un'altra allieva d'eccezione come Raina Kabaivanska.
È morto all'età di 87 anni. Ha ricoperto un ruolo di primo piano nel mondo musicale italiano del secondo dopoguerra, soprattutto nella riscoperta del mondo del belcanto, dal periodo barocco al primo romanticismo, e come animatore del revival che ha riguardato questo stile canoro nell'ultimo scorcio del XX secolo.

## Pubblicazioni

### Saggistica
- Le grandi voci: Dizionario critico, biografico dei cantanti, Istituto per la collaborazione culturale, 1964
- Il teatro d'opera in disco, Rizzoli, 1976.
- Storia del belcanto, Discanto, 1983
- Memorie d'un ascoltatore: Cronache musicali vere e immaginarie, Il Saggiatore, 1985.
- Pavarotti: 25 anni per la musica, Ruggeri edizioni, 1986
- Voce di tenore, IdeaLibri, 1989. ISBN 8870821277
- Il canto. Storia e tecnica, stile e interpretazione dal "recitar cantando" a oggi, Garzanti (Edizioni Speciali Vallardi), 1995. ISBN 8811952581
- Storia dell'opera italiana, Garzanti, 2000. ISBN 8847900247
- La grana della voce: opere, direttori e cantanti, Baldini & Castoldi, 2000. ISBN 8880897810

### Romanzi
- Viale Bianca Maria, Feltrinelli, 1961
- Gli squadriglieri, Bompiani, 1975
- Tu che le vanità, Rizzoli, 1981
- L'infermiera inglese, Giunti, 1995. ISBN 8809206320